# Paul Whitehead (peintre)
Pour les articles homonymes, voir Whitehead et Paul Whitehead.
Paul Whitehead est un peintre et graphiste britannique connu pour avoir été l'auteur de la couverture d'albums du label Charisma dans les années 1970, notamment celles des albums de Genesis, Van der Graaf Generator et Peter Hammill.
Il est également crédité d'avoir participé aux percussions des albums  Fool's Mate et In Camera de Peter Hammill.

## Couvertures d'albums

### Genesis
- Trespass (1970)
- Nursery Cryme (1971)
- Foxtrot (1972)

### Van der Graaf Generator
- H to He, Who Am the Only One (1970)
- Pawn Hearts (1971)

### Peter Hammill
- Fool's Mate (1971)
- Chameleon in the Shadow of the Night (1973)

### Johnny Hallyday
- Rêve et Amour (1968)